# 宮本絵美子
宮本 絵美子（みやもと えみこ、3月6日 - ）は、日本の女性アニメーター、キャラクターデザイナー。東映アニメーション所属。神奈川県出身。
「プリキュアシリーズ」など東映アニメーション制作の作品に参加している。

## 略歴
幼い頃から絵を描いており、高校では美術部と漫画研究部に所属。高校卒業後、東映アニメーション研究所を経て東映アニメーションに入社。『デジモンテイマーズ』で初めて動画を、『おジャ魔女どれみドッカ〜ン!』で初めて原画を担当し、その後『明日のナージャ』や『プリキュアシリーズ』をはじめ、『聖闘士星矢Ω』『ワールドトリガー』などで原画や作画監督として参加する。2016年放送の『魔法つかいプリキュア!』で初のキャラクターデザインを担当。

## 参加作品

### テレビアニメ
2001年
- デジモンテイマーズ（動画）

2002年
- おジャ魔女どれみドッカ〜ン!（原画）

2003年
- 明日のナージャ（原画）

2004年
- ふたりはプリキュア（原画）

2005年
- ふたりはプリキュア Max Heart（原画）

2006年
- ふたりはプリキュア Splash☆Star（原画）

2008年
- Yes!プリキュア5（作画監督）
- Yes!プリキュア5GoGo!（作画監督）

2009年
- フレッシュプリキュア!（作画監督）

2010年
- ハートキャッチプリキュア!（原画）

2012年
- スマイルプリキュア!（原画）
- 聖闘士星矢Ω（作画監督）

2013年
- 聖闘士星矢Ω 新生聖衣編（総作画監督・作画監督）

2014年
- ワールドトリガー（原画）

2016年
- 魔法つかいプリキュア!（キャラクターデザイン・作画監督）

2018年
- HUGっと!プリキュア（総作画監督・原画）

2020年
- ドラゴンクエスト ダイの大冒険（キャラクターデザイン・総作画監督・第73話原画・OP作画監督・ED作画監督）

2024年
- ドラゴンボールDAIMA（2024年 - 2025年、総作画監督・作画監督・原画）

2025年
- 魔法つかいプリキュア!!〜MIRAI DAYS〜（キャラクター原案）

### 劇場アニメ
2007年
- 映画 Yes!プリキュア5 鏡の国のミラクル大冒険!（作画監督補）

2008年
- 映画 Yes!プリキュア5GoGo! お菓子の国のハッピーバースディ♪（作画監督補）

2009年
- 映画 フレッシュプリキュア! おもちゃの国は秘密がいっぱい!?（作画監督補）

2010年
- 映画 ハートキャッチプリキュア! 花の都でファッションショー…ですか!?（作画監督補）

2011年
- 映画 スイートプリキュア♪ とりもどせ! 心がつなぐ奇跡のメロディ♪（作画監督補）

2016年
- 映画 プリキュアオールスターズ みんなで歌う♪奇跡の魔法!（オリジナルキャラクターデザイン）
- 映画 魔法つかいプリキュア! 奇跡の変身!キュアモフルン!（キャラクターデザイン）

2017年
- 映画 プリキュアドリームスターズ!（オリジナルキャラクターデザイン）
- 映画 キラキラ☆プリキュアアラモード パリッと!想い出のミルフィーユ!（原画）
- Petit☆ドリームスターズ!レッツ・ラ・クッキン?ショータイム!（オリジナルキャラクターデザイン）

2018年
- 映画 プリキュアスーパースターズ!（オリジナルキャラクターデザイン）
- 映画 HUGっと!プリキュア♡ふたりはプリキュア オールスターズメモリーズ（オリジナルキャラクターデザイン）

2019年
- 映画 プリキュアミラクルユニバース（オリジナルキャラクターデザイン）

2023年
- 映画 プリキュアオールスターズF（プリキュアシリーズキャラクターデザイン・作画監督）

### 小説挿画
- 『小説 魔法つかいプリキュア! いま、時間旅行って言いました!?』（2017年10月11日発行、村山功・著、講談社KK文庫）

## 著書
- 宮本絵美子 東映アニメーションプリキュアワークス（2019年6月26日発売、一迅社）ISBN 978-4-7580-1636-0[7]